# Георгиев, Георгий (футболист, 1963)
Георгий Георгиев (болг. Георги Георгиев, 10 января 1963) — болгарский футболист, выступавший на позиции полузащитника за сборную Болгарии.

## Клубная карьера
Родившийся в Пловдиве Георгий Георгиев начинал свою карьеру в местной команде «Марица». С 1984 по 1988 год он играл за другой пловдивский клуб «Ботев». В 1988 году Георгиев перешёл в софийский ЦСКА, с которым дважды становился чемпионом Болгарии и один раз обладателем кубка страны.
В 1991 году Георгий Георгиев стал футболистом французского «Мюлуз», за который провёл четыре сезона во французском Дивизионе 2. В 1996 году он вернулся в софийский ЦСКА, а затем и в «Марицу», где вскоре и завершил свою игровую карьеру.

## Карьера в сборной
23 августа 1989 года Георгий Георгиев дебютировал за сборную Болгарии в гостевом товарищеском матче против ГДР, выйдя на замену после перерыва в игре.
Полузащитник был включён в состав сборной Болгарии на чемпионат мира по футболу 1994 года в США, но на поле в рамках турнира так и не вышел.

## Достижения
- Орден «Стара-планина» II степени (20 июля 1994 года)[2]
- Почётный гражданин Софии

### Клубные
ЦСКА София
- Чемпион Болгарии (2): 1988/89, 1989/90
- Обладатель Кубка Болгарии (1): 1988/89